# Hipposideros durgadasi
Hipposideros durgadasi is een zoogdier uit de familie van de bladneusvleermuizen van de Oude Wereld (Hipposideridae). De wetenschappelijke naam van de soort werd voor het eerst geldig gepubliceerd door Khajuria in 1970.

## Voorkomen
De soort komt voor in India.